# البرندارف این در ریدمارک
البرندارف این در ریدمارک (به آلمانی: Alberndorf in der Riedmark) یک سکونتگاه مسکونی در اتریش است که در Urfahr-Umgebung District واقع شده‌است.

## خصوصیات
البرندارف این در ریدمارک ۴۱ کیلومترمربع مساحت دارد ۵۷۰ متر بالاتر از سطح دریا واقع شده‌است.